# Mi corazón es tuyo
Mi corazón es tuyo er en mexicansk tv-serie fra 2014. Hovedrollerne spilles af henholdsvis Silvia Navarro (Ana Leal), Jorge Salinas (Fernando Lascuráin) og Mayrín Villanueva (Isabela Vázquez de Castro).